# قائمة حلقات أجاثا كريستي بوارو
قائمة بحلقات مسلسل أجاثا كريستي بوارو

## بطولة
| اسم الشخصية    | اسم الممثل(ة) | عدد الحلقات التي ظهر بها | نبذة عن الشخصية |
| -------------- | ------------- | ------------------------ | --- |
| هيركيول بوارو  | ديفيد سيجت    | 70 حلقة                  | هيركيول بوارو التحري الشهير، رجل الشرطة البلجيكي السابق، الذي يلجأ إلى إنجلترا بعد الحرب، ويقوم بافتتاح مكتب التحري في مبنى وايت هايفن بمعاونة صديقه الكابتن آرثر هستنغز، يظهر بوارو بطبيعة الحال في جميع حلقات المسلسل |
| آرثر هستنغز    | هيو فريزر     | 43 حلقة                  | آرثر هستنغز، الكابتن الذي أدى واجب الخدمة خلال الحرب، وبعد الانتهاء يجمعه القدر بـهيركيول بوارو الذي تعرف عليه خلال إحدى القضايا، العلاقة الطيبة بين الاثنين تستمر، فنرى أنه وبعد تفرغ هستنغز يبدأ بمعاونة بوارو في القضايا لأن هستنغز يمثل عنصرًا قويًّا للتحقيقات التي يجريها بوارو |
| جيمس جاب       | فيليب جاكسون  | 41 حلقة                  | رئيس المفتشين جاب، رئيس مفتشين شرطة سكوتلاند يارد أو كما عُرف في نهاية المسلسل مساعد المفوض جاب، أيضًا تعرَّف على بوارو خلال إحدى القضايا في بلجيكا، نراه موجود في أغلب جرائم القتل والسرقات والاختطاف التي يكون بوارو في ساحتها، علاقته مع بوارو جيدة تمامًا ولكن الملاحظ أن جاب في بادئ الأمر لم يكن واثقًا كثيرًا من قدرات بوارو، ففي البداية يقوم بتهميش مساحة بوارو في التحقيقات، لأن كليهما له أسلوب في التفكير مختلف عن الآخر، ولكن نرى روابط الصداقة التي تربط بين الاثنين خلال الحلقات |
| فِلِسِتي ليمون    | بولين موران   | 32 حلقة                  | الآنسة فِلِسِتي ليمون، سكرتيرة بوارو القديرة، ذات طابع يغلب عليه الترتيب والدقة والاجتهاد لا تهتم كثيرًا بموضوع القضية بقدر ما تهتم بأمور الأرشفة وترتيب ملفات القضايا، والحرص على جعل كل شيء في مكانه الصحيح وهي ذات نظرة مباشرة للأمور |
| جورج           | ديفيد يلند    | 8 حلقات                  | خادم بوارو الخاص، شخص قدير وخادم من الطراز القديم |
| أريادني أوليفر | زوي وناماكر   | 6 حلقات                  | كاتبة قصص وروايات الغموض والتحقيق التي تعرَّفَت على بوارو في إحدى القضايا، تُساعد بوارو في حل بعض القضايا كما يساعدها في خلق حبكة القصص التي تكتبها |
| العقيد ريس     | جيمس فوكس     | حلقة واحدة               | عقيد الجيش السابق الذي كان قائدًا لقسم مكافحة التجسس في جهاز المخابرات البريطاني MI5؛ وقد ظهر أيضًا في روايات أخرى لأجاثا كريستي (بدون بوارو)؛ ومن المفترض أن يكون ظهوره في هذا المسلسل في روايتين الموت على النيل والورق على الطاولة إلا وأن في رواية الورق على الطاولة تم استبداله بشخصية أخرى وهي العقيد هيوز |
| المراقب ويلر   | ديفيد ويستهيد | حلقة واحدة               | مفتش شرطة بارد الطبع، له حياة مهنية ذُكِرَت في رواية لغز الأقراص السبعة ولكن لم يُشَر إليها مرة أخرى (اسمه في روايات أجاثا كريستي المراقب باتل) |

## الموسم الأول (1989)
| رقم الحلقة | تاريخ العرض    | عنوان الحلقة             | قد تعرف الحلقة باسم | الشخصيات الرئيسية                                 | مدة الحلقة | نبذة عن الحلقة |
| ---------- | -------------- | ------------------------ | ------------------- | ------------------------------------------------- | ---------- | --- |
| 1          | 8 يناير 1989   | مغامرة الطباخة في كلابام | لا يوجد لها اسم آخر | هيركيول بوارو، آرثر هستنغز، فِلِسِتي ليمون، جيمس جاب | 51 دقيقة   | قضية ذات طابع غريب تطلب إحدى السيدات من هيركيول بوارو التحقيق في اختفاء طباختها القديرة والتي تركت العمل بشكل مفاجئ، بوارو في البداية يرى أن هذا الطلب ذو طابع هزلي ولكن يتبين له ولنا فيما بعد أن هذا جانب واحد فقط من جرائم فظيعة اُرتكبت |
| 2          | 15 يناير 1989  | جريمة قتل في الإسطبلات   | لا يوجد لها اسم آخر | هيركيول بوارو، آرثر هستنغز، فِلِسِتي ليمون، جيمس جاب | 51 دقيقة   | في وقت الاحتفالات وفي أمسية جميلة حيث لا يخطر على بال أحد أنها ستكون ليلة اُرتُكبت فيها جريمة غامضة ما الدوافع وما السر وراء الأمور الغريبة التي وجدت في مسرح الجريمة؟!                                                                      |
| 3          | 22 يناير 1989  | مغامرة جوني ويفرلي       | لا يوجد لها اسم آخر | هيركيول بوارو، آرثر هستنغز، فِلِسِتي ليمون، جيمس جاب | 51 دقيقة   | خطابات تهديد مستمرة تنهال على عائلة ثرية، تطالب بمبلغ ضخم من المال، وإلا سيتم اختطاف الابن الصغير ومع اتخاذ جميع الاحتياطات من قِبل الجميع، إلا أن ما حدث أمر لا يصدقه العقل                                                                |
| 4          | 29 يناير 1989  | أربعة وعشـرون شحرورًا     | لا يوجد لها اسم آخر | هيركيول بوارو، آرثر هستنغز، فِلِسِتي ليمون، جيمس جاب | 50 دقيقة   | أخوان توأمان كما ولدا بنفس الوقت يموتان بنفس الوقت؛ ما هي الظروف التي حدثت؟ وهل حدثت الوفيتان لأسباب طبيعية؟! |
| 5          | 5 فبراير 1989  | شقة الطابق الثالث        | لا يوجد لها اسم آخر | هيركيول بوارو، آرثر هستنغز، فِلِسِتي ليمون، جيمس جاب | 50 دقيقة   | في مبنى وايت هايفن الذي يقطن فيه بوارو، تقع جريمة غريبة، ولكن ما هو أغرب هو الطريقة التي اُرتكبت بها والدوافع التي كانت وراءها |
| 6          | 12 فبراير 1989 | المثلث في رودس           | لا يوجد لها اسم آخر | هيركيول بوارو                                     | 50 دقيقة   | هناك من يقول أن للبشر أنماط متشابهة، وأيضًا يقال إذا ما تورط ثلاثة أشخاص بالحب، فإن هذا هو مثلث الحب بوارو يرى ذاك المثلث بوضوح في البداية ولكن ما هو أغرب أن ذاك المثلث كان من زاوية مختلفة تمامًا عمَّا هو عليه في الحقيقة                   |
| 7          | 19 فبراير 1989 | مشكلة في عرض البحر       | لا يوجد لها اسم آخر | هيركيول بوارو، آرثر هستنغز                        | 51 دقيقة   | على متن رحلة بحرية تحدث وقائع الجريمة، لا شهود ولا دوافع واضحة، أما الفرصة فهي تكاد تكون مستحيلة الوجود، لكن هل الأمر كذلك حقًّا؟! |
| 8          | 26 فبراير 1989 | السرقة المدهشة           | لا يوجد لها اسم آخر | هيركيول بوارو، آرثر هستنغز، فِلِسِتي ليمون، جيمس جاب | ساعة واحدة | يتلقى بوارو اتصال مجهول وطلبًا للقاء، بوارو يرى أن الاتصالات مجهولة المصدر مثيرة للاهتمام. تُرى هل سيرضي ذاك الاتصال طموح بوارو؟! |
| 9          | 12 مارس 1989   | ملك الأسباتي             | لا يوجد لها اسم آخر | هيركيول بوارو، آرثر هستنغز، جيمس جاب              | 50 دقيقة   | في استديو ريدبورن لتصوير الأفلام، تحدث جريمة قتل، الكثير من الدوافع والكثير من المشتبهين بهم، لكن ما يساعد بوارو على كشف الحقيقة هي ورقة لعب من نوع ملك الأسباتي                                                                           |
| 10         | 19 مارس 1989   | الحلم                    | لا يوجد لها اسم آخر | هيركيول بوارو، آرثر هستنغز، فِلِسِتي ليمون، جيمس جاب | 50 دقيقة   | استشارة غريبة من رجل ثري، يرى حلم واحد يتكرر ليلة بعد ليلة، لكن ما يصيب بوارو بالدهشة والحيرة أن ذاك الحلم تحقق |

## الموسم الثاني (1990)
| رقم الحلقة | تاريخ العرض    | عنوان الحلقة          | قد تعرف الحلقة باسم | الشخصيات الرئيسية                                 | مدة الحلقة     | نبذة عن الحلقة |
| ---------- | -------------- | --------------------- | ------------------- | ------------------------------------------------- | -------------- | --- |
| 1          | 7 يناير 1990   | خطر في البيت الأخير   | خطر في إند هاوس     | هيركيول بوارو، آرثر هستنغز، جيمس جاب              | ساعة و43 دقيقة | الآنسة نيك باكلي صاحبة المنزل القائم في آخر بلدة سانت لو تتعرض لثلاث حوادث في ثلاث أيام، بوارو سيحاول التدخل وكشف الموضوع ولكن هل سيوفق في ذلك قبل فوات الأوان                                                                                        |
| 2          | 14 يناير 1990  | السيدة ذات الخمار     | لا يوجد لها اسم آخر | هيركيول بوارو، آرثر هستنغز، فِلِسِتي ليمون، جيمس جاب | 49 دقيقة       | يخطر على بال بوارو أنه لو كان على الجانب الآخر أي لو أنه كان مجرمًا كان ليكون أكثر المجرمين دهاءً وفطنة ولن يتم القبض عليه أبدًا، في هذه القضية سيحاول بوارو اتخاذ هذا المسلك ليُشبع فضوله، هل سيوفق بوارو في مسعاه هذا باستخدام الأسلوب المغاير لعادته؟! |
| 3          | 21 يناير 1990  | المنجم المفقود        | لا يوجد لها اسم آخر | هيركيول بوارو، آرثر هستنغز، فِلِسِتي ليمون، جيمس جاب | 50 دقيقة       | يحاول بوارو كشف الغموض وراء اختفاء رجل الأعمال الصيني هان وو لينغ وخلال البحث تبرز أعمال إجرامية لم تكن تخطر على البال |
| 4          | 28 يناير 1990  | لغز المتنزه           | لا يوجد لها اسم آخر | هيركيول بوارو، آرثر هستنغز، فِلِسِتي ليمون، جيمس جاب | 50 دقيقة       | يبدو أن بوارو قد أصابه الغرور قليلًا بإنجازاته ولكن هذا الأمر لن يدوم طويلًا، فيجد أن تبجحه الزائد قد أصابه بالندم سريعًا ولكن إحساسه بالذنب سيجعله يحل واحدة من القضايا المعقدة بمساعدة الكابتن هستنغز                                                  |
| 5          | 4 فبراير 1990  | اختفاء السيد ديفنهايم | لا يوجد لها اسم آخر | هيركيول بوارو، آرثر هستنغز، فِلِسِتي ليمون، جيمس جاب | 52 دقيقة       | يحاول بوارو حل اللغز وراء الاختفاء الغامض لرجل المصارف السيد ماثيو ديفنهايم لكن الغريب في هذه القضية أن بوارو يقوم بحل كل الملابسات في هذه القضية وهو جالس في شقته                                                                                    |
| 6          | 11 فبراير 1990 | الخطيئة المزدوجة      | لا يوجد لها اسم آخر | هيركيول بوارو، آرثر هستنغز، فِلِسِتي ليمون، جيمس جاب | 51 دقيقة       | في هذ القضية يتولى الكابتن هستنغز زمام التحقيق في القضية بينما يقف بوارو موقف المتفرج، هل سيكون الكابتن هستنغز قادرًا على كشف غموض القضية وحده؟ |
| 7          | 18 فبراير 1990 | مغامرة الشقة الرخيصة  | لا يوجد لها اسم آخر | هيركيول بوارو، آرثر هستنغز، فِلِسِتي ليمون، جيمس جاب | 51 دقيقة       | في هذه القضية يصل عميل من مكتب التحقيقات الفيدرالي إلى لندن ليتعقب أحد الجواسيس ولكن هل سيتم إنجاز المهمة بدون مساعدة بوارو |
| 8          | 25 فبراير 1990 | رئيس الوزراء المُختطَف  | لا يوجد لها اسم آخر | هيركيول بوارو، آرثر هستنغز، فِلِسِتي ليمون، جيمس جاب | 50 دقيقة       | قُبيل انعقاد مؤتمر لقادة أوروبا في باريس، يتم اختطاف رئيس الوزراء الإنجليزي، ولضيق الوقت يتم استدعاء بوارو للبحث عنه |
| 9          | 4 مارس 1990    | مغامرة النجم الغربي   | لا يوجد لها اسم آخر | هيركيول بوارو، آرثر هستنغز، فِلِسِتي ليمون، جيمس جاب | 50 دقيقة       | يقوم بوارو بالتحري عن رسائل تهديد وردت للممثلة السينمائية البلجيكية ماري مارفل ليكتشف أن هذه الرسائل تُخفي ورائها جرائم ابتزاز واحتيال |

## الموسم الثالث (1990 - 1991)
| رقم الحلقة | تاريخ العرض    | عنوان الحلقة                   | قد تعرف الحلقة باسم                                                     | الشخصيات الرئيسية                                 | مدة الحلقة     | نبذة عن الحلقة |
| ---------- | -------------- | ------------------------------ | ----------------------------------------------------------------------- | ------------------------------------------------- | -------------- | --- |
| 1          | 16 سبتمبر 1990 | قضية ستايلز الغامضة            | القضية الكبرى، القضية الغامضة في مدينة ستايلز، الفضية الغامضة في ستايلز | هيركيول بوارو، آرثر هستنغز، جيمس جاب              | ساعة و43 دقيقة | القضية التي يظهر بها هيركيول بوارو كلاجئ من بلجيكا بعد الحرب ويلتقي بصديقه الكابتن هستنغز الذي التقاه في قصر ستايلز حيث تقع الجريمة الأولى التي يحلها بوارو                                                                   |
| 2          | 6 يناير 1991   | كيف تنمو حديقتك؟               | لا يوجد لها اسم آخر                                                     | هيركيول بوارو، آرثر هستنغز، فِلِسِتي ليمون، جيمس جاب | 50 دقيقة       | في هذه الحلقة يتم تكريم بوارو في معرض الأزهار تقديرًا لجهوده في أعمال التحري، يبدو أن الجريمة تجد طريقها أيضًا لـبوارو |
| 3          | 13 يناير 1991  | سرقة سندات المليون دولار       | لا يوجد لها اسم آخر                                                     | هيركيول بوارو، آرثر هستنغز، فِلِسِتي ليمون           | 50 دقيقة       | على متن الباخرة العظيمة الملكة ماري، تتم عملية نقل سندات الحرية التي تقدر قيمتها بمليون دولار، يرافقها بوارو لحمايتها، بعد سلسلة أحداث غريبة تعرض لها نائب مدير المصرف وسنرى إن كان بوارو قادرًا على منع السرقة المرتقبة أم لا |
| 4          | 20 يناير 1991  | قطار بليموث                    | لا يوجد لها اسم آخر                                                     | هيركيول بوارو، آرثر هستنغز، فِلِسِتي ليمون، جيمس جاب | 50 دقيقة       | تقع جريمة وحشية على متن القطار ربما حل هذه القضية يبدو غير متوقعًا، لوجود الكثير من الأمور التي تشتت الانتباه |
| 5          | 27 يناير 1991  | عشُّ الدبابير                    | لا يوجد لها اسم آخر                                                     | هيركيول بوارو، آرثر هستنغز، فِلِسِتي ليمون، جيمس جاب | 50 دقيقة       | في حفلة المنتزه، يلتقي بوارو بصديق قديم، أحداث هذه القضية مختلفة عما رأيناه سابقًا، فـبوارو سيحقق في جريمة لم يتم ارتكابها بعد                                                                                                 |
| 6          | 3 فبراير 1991  | مأساة في ضيعة مارسدن الإقطاعية | لا يوجد لها اسم آخر                                                     | هيركيول بوارو، آرثر هستنغز، جيمس جاب              | 50 دقيقة       | خرافة يتداولها أهل القرية مفادها أن هناك شبحًا مسؤولًا عن جريمة القتل، هل سيصدق بوارو هذه الخرافة ويتوقف عن بحثه عن الحقيقة |
| 7          | 10 فبراير 1991 | الدليل المزدوج                 | لا يوجد لها اسم آخر                                                     | هيركيول بوارو، آرثر هستنغز، فِلِسِتي ليمون، جيمس جاب | 50 دقيقة       | نرى في هذه القضية جانب جديد من بوارو، جانبه الرومانسي لدرجة أننا نراه قد ترك أمور التحقيق، ليتولاها عنه الكابتن هستنغز والآنسة ليمون                                                                                          |
| 8          | 17 فبراير 1991 | لغز الصندوق الإسباني           | لغز الصندوق البغدادي                                                    | هيركيول بوارو، آرثر هستنغز، جيمس جاب              | 50 دقيقة       | تلجأ سيدة لـبوارو لينظر في شأن صديقتها التي تخشى أن يقتلها زوجها لكن كما العادة تتخذ الأمور منحى آخر |
| 9          | 24 فبراير 1991 | مغامرة كعكة العيد              | سرقة الياقوتة الملكية، مغامرة العيد، مغامرة عيد الميلاد                 | هيركيول بوارو                                     | 50 دقيقة       | يتم سرقة الياقوتة الملكية التي تعود لعائلة الملك فاروق في مصر وبذات الوقت يقضي بوارو عطلة عيد الميلاد في منزل إحدى العائلات الإنجليزية بغرض التحري عن السرقة، كيف يمكن للحدثين أن يكونا مرتبطين                               |
| 10         | 3 مارس 1991    | القضية في حفلة النصر           | لا يوجد لها اسم آخر                                                     | هيركيول بوارو، آرثر هستنغز، فِلِسِتي ليمون، جيمس جاب | 51 دقيقة       | في هذه القضية، تحدث وقائع الجريمة في الحفلة الراقصة التي يحضرها مجموعة من الأشخاص، ومستوحاة من شخصيات مسرحية قديمة، سنرى ربط بوارو للأحداث، والمفاجأة هي المكان الذي يكشف فيه بوارو الحل                                      |
| 11         | 10 مارس 1991   | اللغز في نُزل الصيادين          | لا يوجد لها اسم آخر                                                     | هيركيول بوارو، آرثر هستنغز، جيمس جاب              | 50 دقيقة       | تتم دعوة هستنغز وبوارو للإقامة خلال رحلة للصيد فتحدث جريمة يتخللها الغموض في أحداثها |

## الموسم الرابع (1992)
| رقم الحلقة | تاريخ العرض   | عنوان الحلقة   | قد تعرف الحلقة باسم                            | الشخصيات الرئيسية                    | مدة الحلقة     | نبذة عن الحلقة |
| ---------- | ------------- | -------------- | ---------------------------------------------- | ------------------------------------ | -------------- | --- |
| 1          | 5 يناير 1992  | جرائم الأبجدية | القاتل الخفي، أبجدية القتلى                    | هيركيول بوارو، آرثر هستنغز، جيمس جاب | ساعة و43 دقيقة | يتم إرسال خطابات تحدي إلى هيركيول بوارو بغرض لفت الانتباه حول جرائم ستحدث في تواريخ محددة، بعد أن تعتبرها الشرطة خطابات مزيفة، سيدركون أنها تحمل في طياتها قسوة وفظاعة تطال المدن الإنجليزية |
| 2          | 12 يناير 1992 | موت وسط الغيوم | جريمة في الجو، الموت بين السحاب، موت في السحاب | هيركيول بوارو، جيمس جاب              | ساعة و43 دقيقة | جريمة تتم على متن إحدى الطائرات، بوجود بوارو الذي كان نائمًا طوال الوقت |
| 3          | 19 يناير 1992 | إبزيم الحذاء   | واحد اثنين اربط حذائي                          | هيركيول بوارو، جيمس جاب              | ساعة و43 دقيقة | يُقتل طبيب الأسنان الخاص بـهيركيول بوارو، وتلي جريمة القتل وفاة أخرى واختفاء، لا يربط هؤلاء الأشخاص إلا عيادة الأسنان، فكيف سيحل بوارو خيوط اللغز                                             |

## الموسم الخامس (1993)
| رقم الحلقة | تاريخ العرض    | عنوان الحلقة                             | قد تعرف الحلقة باسم                | الشخصيات الرئيسية                                 | مدة الحلقة | نبذة عن الحلقة |
| ---------- | -------------- | ---------------------------------------- | ---------------------------------- | ------------------------------------------------- | ---------- | --- |
| 1          | 17 يناير 1993  | مغامرة المقبرة الفرعونية                 | مغامرة القبر المصري، لعنة الفراعنة | هيركيول بوارو، آرثر هستنغز، فِلِسِتي ليمون           | 50 دقيقة   | سلسلة غريبة من الأحداث انتهت بموت مجموعة من الأشخاص في أعقاب اكتشاف وفتح قبر فرعوني                                                                                                |
| 2          | 24 يناير 1993  | المُضطهد                                  | المهضوم حقه، المُستضعف              | هيركيول بوارو، آرثر هستنغز، فِلِسِتي ليمون           | 50 دقيقة   | قُتِل السيد روبن أستويل وتم القبض على تشارلز ليفرسون وزوجة السيد روبن تظن أنها تعرف القاتل، على الرغم من أنها لا تملك أي برهان ولكنها اعتمدت على الحدس، فما رأي بوارو في هذه القضية؟ |
| 3          | 31 يناير 1993  | السوسن الأصفر                            | لا يوجد لها اسم آخر                | هيركيول بوارو، آرثر هستنغز، فِلِسِتي ليمون           | 50 دقيقة   | يحاول بوارو كشف لغز جريمة حدثت قبل سنتين بمساعدة صديقه الكابتن هستنغز، فهل سيوفقان في مسعيهما؟                                                                                     |
| 4          | 7 فبراير 1993  | قضية الوصية المفقودة                     | لا يوجد لها اسم آخر                | هيركيول بوارو، آرثر هستنغز، فِلِسِتي ليمون، جيمس جاب | 51 دقيقة   | رجل ميئوس من شفائه يطلب من بوارو أن يكون المنفذ لوصيته الجديدة ولكن يتم قتله قبل أن يتمكن من الكتابة عنها، ويتم اكتشاف أن الوصية القديمة قد سُرقت                                   |
| 5          | 14 فبراير 1993 | مغامرة النبيل الإيطالي                   | لا يوجد لها اسم آخر                | هيركيول بوارو، آرثر هستنغز، فِلِسِتي ليمون، جيمس جاب | 51 دقيقة   | بوارو وهستنغز في غرفتهم مع جارهم القريب، الطبيب هوكر، وعندما يصل رجل الطب مع رسالة الزبون، أحدهم يهاتف الطبيب، ويصرخ طلبًا للمساعدة، ماذا سيفعل بوارو حيال هذا الأمر؟               |
| 6          | 21 فبراير 1993 | صندوق الشوكولاتة                         | لا يوجد لها اسم آخر                | هيركيول بوارو، جيمس جاب                           | 50 دقيقة   | أحداث هذه القضية في وقت مبكر، عندما كان بوارو في بلجيكا وطلب من كبير المفتشين جاب مساعدته على حل القضية                                                                            |
| 7          | 28 فبراير 1993 | مرآة الرجل الميت                         | مرآة الميت، غونغ الثاني            | هيركيول بوارو، آرثر هستنغز، جيمس جاب              | 50 دقيقة   | الرجل البغيض الذي نافس بوارو في المزاد للحصول على مرآة عتيقة قد قُتل بعد أن طلب مساعدة بوارو للنظر في معاملات شريك أعماله                                                           |
| 8          | 7 مارس 1993    | سرقة المجوهرات في فندق غراند متروبوليتان | لا يوجد لها اسم آخر                | هيركيول بوارو، آرثر هستنغز، فِلِسِتي ليمون، جيمس جاب | 51 دقيقة   | يتم سرقة مجوهرات خلال ليلة افتتاح إحدى المسرحيات، الطريقة التي تمت بها السرقة تكاد تكون مستحيلة، لكن لا شيء يصعب حله على بوارو                                                     |

## الموسم السادس (1995)
| رقم الحلقة | تاريخ العرض    | عنوان الحلقة        | قد تعرف الحلقة باسم                                                | الشخصيات الرئيسية                    | مدة الحلقة     | نبذة عن الحلقة |
| ---------- | -------------- | ------------------- | ------------------------------------------------------------------ | ------------------------------------ | -------------- | --- |
| 1          | 1 يناير 1995   | جريمة العيد         | كريسماس هيركيول بوارو، عيد الميلاد لدى هيركيول بوارو، جريمة عائلية | هيركيول بوارو، جيمس جاب، جورج        | ساعة و40 دقيقة | إنها ليلة عيد الميلاد، وقد اجتمع أفراد عائلة لي بعد طول تفرُّق. غير أن هذا الاجتماع ما يلبث أن يتكدَّر حين يسمع المجتمعون صوتَ صرخة فظيعة، ثم ما يلبثون أن يعثروا على الرجل وسط بركة من الدماء! |
| 2          | 12 فبراير 1995 | جريمة في سكن الطلاب | هيكوري ديكوري دوك، جرائم المسكن الجامعي، جريمة في شارع هيكوري دوك  | هيركيول بوارو، فِلِسِتي ليمون، جيمس جاب | ساعة و43 دقيقة | يبدأ بوارو بالبحث عن عدد من السرقات تحصل في سكن الطلاب، ولكنه لا يعرف أن هذه ليست إلا البداية لما هو أسوأ                                                                                  |

## الموسم السابع (1996)
| رقم الحلقة | تاريخ العرض    | عنوان الحلقة         | قد تعرف الحلقة باسم             | الشخصيات الرئيسية          | مدة الحلقة     | نبذة عن الحلقة |
| ---------- | -------------- | -------------------- | ------------------------------- | -------------------------- | -------------- | --- |
| 1          | 11 فبراير 1996 | جريمة في ملعب الغولف | القتل على الصلات، الجثة الثانية | هيركيول بوارو، آرثر هستنغز | ساعة و34 دقيقة | استدعى نداءُ استغاثة عاجلٌ هيركيول بوارو إلى فرنسا حيث يجد أنه قد وصل متأخرًا. لقد تم طعن الرجل الذي استدعاه، المليونير الغامض، ببشاعة حتى الموت، وطُرحت الجثة - بدون مبالاة - في قبر مفتوح |
| 2          | 16 مارس 1996   | الشاهد الصامت        | الشاهد الأبكم، الشاهد الأخرس    | هيركيول بوارو، آرثر هستنغز | ساعة و43 دقيقة | امرأة عجوز تخشى أحد أقاربها الذي يحاول قتلها من أجل مالها، والذي يُؤمن بأنَّه قد حُرم من ورثه، ولكنها تُقتل بأي حال، فما الذي سيفعله بوارو حِيال ذلك؟                                         |

## الموسم الثامن (2000 - 2001 - 2002)
| رقم الحلقة | تاريخ العرض    | عنوان الحلقة           | قد تعرف الحلقة باسم                                            | الشخصيات الرئيسية                                 | مدة الحلقة     | نبذة عن الحلقة |
| ---------- | -------------- | ---------------------- | -------------------------------------------------------------- | ------------------------------------------------- | -------------- | --- |
| 1          | 2 يناير 2000   | مقتل روجر أكرويد       | مقتل السيد أكرويد، ادعاء المتهم، من الذي قتل السيد روجر أكرويد | هيركيول بوارو، جيمس جاب                           | ساعة و43 دقيقة | لقد عرف روجر أكرويد أكثر مما ينبغي! عرف أن المرأة التي أحبها قد سممت زوجها الراحل، وعرف أن شخصًا ما كان يبتزها. والآن يجيء الخبر الجديد بأن هذه المرأة قد انتحرت. بريد المساء سيحمل للسيد أكرويد اسم الرجل الذي كان يبتز السيدة المنتحرة، ولكن أكرويد نفسه يُقتل فجأة. بوارو يجد نفسه في وسط الأحداث، فماذا سيصنع؟   |
| 2          | 19 فبراير 2000 | موت اللورد إدجوير      | ثلاثة عشر على العشاء                                           | هيركيول بوارو، آرثر هستنغز، فِلِسِتي ليمون، جيمس جاب | ساعتان اثنتان  | لقد كُلِّف بوارو بأغرب مهمة يمكن أن يتخيلها حين تقدمت منه جين ويلكنسون قائلة: "أريد مساعدتك يا سيد بوارو إنني أريد التخلص من زوجي بأي طريقة"! ولم يلبث الزوج، اللورد إدجوير، أن قُتل. فما الذي سيفعله بوارو لحل لغز مقتل اللورد؟ لقد أرادت جين ويلكنسون أن تتخلص منه بأية طريقة، وها هو ذا قد قُتل الآن. فمن الذي قتله؟ |
| 3          | 20 أبريل 2001  | شر تحت أشعة الشمس      | جزيرة المهربين                                                 | هيركيول بوارو، آرثر هستنغز، فِلِسِتي ليمون، جيمس جاب | ساعة و40 دقيقة | تم العثور على جثة النجم(ة) السينمائي(ة) وقد مات(ت) خنقًا، ما الذي سيفعله بوارو؟ |
| 4          | 2 يونيو 2002   | جريمة في بلاد الرافدين | جريمة في العراق، جريمة في ميسوبتاميا                           | هيركيول بوارو، آرثر هستنغز                        | ساعة و40 دقيقة | يذهب بوارو في عطلة في العراق، وبينما هو هناك، يتلقى رئيس تنقيب عن الآثار خطابات تهديد، وزوجته تثق بأنها هي المعنية |

## الموسم التاسع (2003 - 2004)
| رقم الحلقة | تاريخ العرض    | عنوان الحلقة      | قد تعرف الحلقة باسم                                                                 | الشخصيات الرئيسية         | مدة الحلقة     | نبذة عن الحلقة                                                                                      |
| ---------- | -------------- | ----------------- | ----------------------------------------------------------------------------------- | ------------------------- | -------------- | --------------------------------------------------------------------------------------------------- |
| 1          | 14 ديسمبر 2003 | خمسة خنازير صغيرة | جريمة في الذاكرة، مصرع فنان، إعادة النظر في الجريمة، الماضي الرهيب، رحلة إلى الماضي | هيركيول بوارو             | ساعة و40 دقيقة | لوسي كريل تطلب من بوارو التحقيق في قضية قتل عمرها أربعة عشر عامًا والتي أُعدمَت والدتها لتسميم والدها. |
| 2          | 26 ديسمبر 2003 | السرو الحزين      | المتهمة البريئة، شجرة السرو الحزينة                                                 | هيركيول بوارو             | ساعة و34 دقيقة | يبدو أن إلينور كارلايل قاتل خالته المريضة. ولكن بوارو يكشف دوافع أشد قتامةً وأشد غموضًا               |
| 3          | 12 أبريل 2004  | موت فوق النيل     | موت على النيل، جريمة في وادي النيل، الموت على النيل، الموت على ضفاف النيل           | هيركيول بوارو، العقيد ريس | ساعة و38 دقيقة | الغنية البريطانية تقضي شهر العسل على ظهر سفينة في النيل، فماذا سيحصل هناك؟                          |
| 4          | 26 أبريل 2004  | الأجوف            | القصر الرهيب                                                                        | هيركيول بوارو             | ساعة و29 دقيقة | بوارو يتعثر في مشهد قتل يورِّط الطبيب جون كريستو وعشيقته ومضيفته وزوجته                               |

## الموسم العاشر (2005 - 2006)
| رقم الحلقة | تاريخ العرض    | عنوان الحلقة          | قد تعرف الحلقة باسم                                    | الشخصيات الرئيسية                           | مدة الحلقة     | نبذة عن الحلقة |
| ---------- | -------------- | --------------------- | ------------------------------------------------------ | ------------------------------------------- | -------------- | --- |
| 1          | 11 ديسمبر 2005 | لغز القطار الأزرق     | جريمة في القطار الأزرق                                 | هيركيول بوارو                               | ساعتان         | تدور أحداث هذه القضية على متن القطار الأزرق؛ يحاول فيها المحقق بوارو أن يصل إلى قاتل السيدة روث. إن روث لم تقتل وحسب، ولكن شُوِّهَت ملامح وجهها؛ حتى كاد الناس لا يعرفونها؛ وفضلًا عن ذلك فقد سُرقت أيضًا مجوهراتها الثمينة. فيا ترى من فعل تلك الجريمة: قتل وتشويه وسرقة؟ ومن تجتمع فيه هذه الأهداف الثلاثة ممن يعرف روث؟ هل هو زوجها الذي انفصلت عنه قبل مقتلها بأيام؟ أو خادمتها؟ أو أحد معارفها المقربين من الأصدقاء؟ أو أنهم لصوص القطارات الذين ظهروا هذه الأيام؟ ويا ترى هل يصل بوارو إلى الجاني الحقيقي؟ |
| 2          | 19 مارس 2006   | أوراق لعب على الطاولة | القاتل الرابع، الورق على الطاولة، البطاقات على الطاولة | هيركيول بوارو، أريادني أوليفر، المراقب ويلر | ساعتان         | السيد شيتانا المخادع واحد من أغنى الرجال في لندن، يقوم بدعوة ثمانية ضيوف، أربعة منهم قتلة والأربعة الآخرون محققون |
| 3          | 26 مارس 2006   | بعد الجنازة           | الفخ                                                   | هيركيول بوارو                               | ساعتان         | رجل يورِّث ماله للآخرين قبل وفاته فحسب ويَحْرم ورثته؛ فيتم استدعاء بوارو لحل هذه القضية |
| 4          | 2 أبريل 2006   | ركوب التيار           | لا يوجد لها اسم آخر                                    | هيركيول بوارو، جورج                         | ساعة و43 دقيقة | قُتل غوردون كلود في ظروف محزنة - بانفجار قنبلة خلال الغارات الجوية على لندن - بعد أسابيع معدودة من زواجه بأرملة شابة. وبين ليلة وضحاها، وجدت الأرملة نفسها المالكة الوحيدة لثروة عائلة كلود. بعد ذلك بوقت قصير، يتلقى بوارو زيارة من زوجة أخي المُتوفّى، والتي تزعم أنها تلقت تحذيرًا عن طريق الأرواح يؤكد أن الزوج السابق للأرملة الشابة ما زال على قيد الحياة! |

## الموسم الحادي عشر (2008 - 2009)
| رقم الحلقة | تاريخ العرض    | عنوان الحلقة      | قد تعرف الحلقة باسم             | الشخصيات الرئيسية                   | مدة الحلقة     | نبذة عن الحلقة |
| ---------- | -------------- | ----------------- | ------------------------------- | ----------------------------------- | -------------- | --- |
| 1          | 14 سبتمبر 2008 | موت السيدة ماغنتي | موت السيد ماجنتي                | هيركيول بوارو، أريادني أوليفر، جورج | ساعة و43 دقيقة | قُتلت السيدة ماجنتي بضربة وحشية على رأسها. الشكوك توجهت على الفور إلى المستأجر الشاب الذي يقيم في بيتها: السيد جيمس بنتلي، الذي اكتُشِفت على ملابسه آثارٌ من دماء القتيلة وشعرها. مع ذلك، يبدو في المسألة شيء ما غير طبيعي: إن بنتلي لا يكاد يبدو قاتلًا. بوارو مقتنع بأن في وسعه إنقاذ الرجل من المشنقة، ولكن الأمر الغريب أن المتهَم نفسه لا يبدو حريصًا على النجاة! |
| 2          | 21 سبتمبر 2008 | قطة بين الحمام    | ذات الوجهين                     | هيركيول بوارو                       | ساعة و23 دقيقة | ثورة أجنبية وأميرة مختطفة ومجموعة نفيسة من الياقوت لا تقدر بثمن كل ذلك يربطه مدرسة مرموقة للبنات، حيث يُقتل الموظفون بوحشية |
| 3          | 28 سبتمبر 2008 | الفتاة الثالثة    | الجريمة المستحيلة               | هيركيول بوارو، أريادني أوليفر، جورج | ساعة و43 دقيقة | ثلاث فتيات يشتركنَ في السكن في شقة صغيرة في لندن. الأولى تعمل سكرتيرة، والثانية تشتغل بالرسم، أما الفتاة الثالثة (التي جاءت إلى بوارو طلبًا للمساعدة) فقد اختفت وهي تظنّ نفسها قاتلة! بعد ذلك يسمع بوارو إشاعات عن مسدسات وسكاكين ودماء، ولكن لا أدلة ولا آثار محسوسة. والآن على بوارو أن يقرر: هل الفتاة مجرمة، أم بريئة، أم مجنونة؟                              |
| 4          | 25 ديسمبر 2009 | موعد مع الموت     | الموعد الدامي، جريمة في البتراء | هيركيول بوارو                       | ساعة و20 دقيقة | في عام 1937 وبينما كانوا يرافقون زوجها في سوريا، وُجِدَت السيدة بوينتون المسيئة والمتعسِّفة ميتة |

## الموسم الثاني عشر (2010 - 2011)
| رقم الحلقة | تاريخ العرض    | عنوان الحلقة               | قد تعرف الحلقة باسم                                   | الشخصيات الرئيسية                   | مدة الحلقة     | نبذة عن الحلقة |
| ---------- | -------------- | -------------------------- | ----------------------------------------------------- | ----------------------------------- | -------------- | --- |
| 1          | 26 يونيو 2011  | الساعات                    | لا يوجد لها اسم آخر                                   | هيركيول بوارو                       | ساعة و29 دقيقة | تواجه بوارو قضية غريبة حيث تتوجه السكرتيرة الآنسة شيلا ويب إلى منزل عجوز لتجد في استقبالها جثة مجهولة لرجل خلف الأريكة كيف سيتم التعامل مع هذا بوجود قضية أمنية على الطرف الآخر |
| 2          | 3 يناير 2010   | مأساة من ثلاثة فصول        | ساحر النساء، جريمة في ثلاثة فصول، جريمة من ثلاثة فصول | هيركيول بوارو، جورج                 | ساعة و29 دقيقة | ثلاثة عشر ضيفًا وصلوا إلى بيت الممثل المشهور لحضور حفل عشاء، لكنه كان حفلًا مشؤومًا بالنسبة لواحد منهم؛ فقد اختنق السيد بابينغتن وهو يتناول شرابه، ولم يلبث أن سقط ميتًا. ولكن حين أُرسلت عينة الشراب المتبقية في الكأس إلى المعمل لفحصها لم يتم العثور على أي أثر للسم. أما الأمر الآخر الذي بدا محيِّرًا لرجل التحري الشهير فهو أن هذه الجريمة قد بدت بلا دافع يدعو إلى ارتكابها!                  |
| 3          | 27 أكتوبر 2010 | حفلة عيد القديسين          | حفلة الهالوين                                         | هيركيول بوارو، أريادني أوليفر، جورج | ساعة و29 دقيقة | خلال حفلة الهالوين في إحدى المنازل، طفلة تفتخر بأنها شهدَت جريمة قتل قبل سنوات. لا أحد كان يصدِّقها حتى عُثر على جثتها في وقت لاحق في المساء، وقد لقت مصرعها غرقًا |
| 4          | 11 يوليو 2010  | جريمة في قطار الشرق السريع | جريمة في قطار الشرق                                   | هيركيول بوارو                       | ساعة و29 دقيقة | تسببت الثلوج المتراكِمة في تعطيل القطار بعد منتصف الليل بقليل. لقد كان قطار الشرق السريع مزدحمًا بالركاب، وهو أمر غريب في هذا الوقت من العام. لكن الركاب نقصوا واحدًا عند الصباح؛ فقد وُجِد أحدهم مقتولًا في مقصورته وفي جسمه اثنتا عشرة طعنة، وكان باب المقصورة مُقْفَلًا من الداخل! التوتر يتزايد والحيرة تبلغ غايتها، ولكن بوارو يفاجئ الجميع؛ إنه لا يقدِّم حلًّا واحدًا لهذه الجريمة الغريبة، بل حلَّيْن! |

## الموسم الثالث عشر والأخير (2013)
| رقم الحلقة | تاريخ العرض    | عنوان الحلقة     | قد تعرف الحلقة باسم          | الشخصيات الرئيسية                                       | مدة الحلقة     | نبذة عن الحلقة |
| ---------- | -------------- | ---------------- | ---------------------------- | ------------------------------------------------------- | -------------- | --- |
| 1          | 9 يونيو 2013   | ذاكرة الأفيال    | الأفيال تستطيع أن تتذكر      | هيركيول بوارو، أريادني أوليفر                           | ساعة و29 دقيقة | وقف هيركيول بوارو على المنحدر الصخري مشرفًا على الصخور أسفل منه وأمواج البحر تتكسَّر عليها. هنا، حيث يقف، وُجدت جثتا رجلٍ وزوجته. وهنا، قبل ثلاثة أسابيع من ذلك الحادث، مشت امرأة خلال نومها فوقعت عن الصخور ميتة. لقد مضت على هذه الأحداث أعوام طويلة، فلماذا يسعى أيٌّ كان ليكشف حقيقة ما حدث؟ ولماذا وقعت هذه الأحداث؟           |
| 2          | 23 أكتوبر 2013 | الأربعة الكبار   | لا يوجد لها اسم آخر          | هيركيول بوارو، آرثر هستنغز، فِلِسِتي ليمون، جيمس جاب، جورج | ساعة و29 دقيقة | محاطًا بإطار الباب في غرفة نوم بوارو وقف ضيف غير منتظَر، مغطى من قمة رأسه إلى أخمص قدميه بالغبار. حدق الرجل بوجهه الناحل المضني للحظة، ثم ترنح وسقط على الأرض. من كان هذا الرجل؟ أكان يعاني من صدمة أم هو الإجهاد فقط؟ ولكن الأهم من ذلك كله: ماذا كان المقصود بالرقم 4 الذي خُربش بخط سيئ على امتداد الصفحة مكرَّرًا مرات ومرات؟! |
| 3          | 30 أكتوبر 2013 | مبنى الرجل الميت | عدو بلا وجه، بيت الرجل الميت | هيركيول بوارو، أريادني أوليفر                           | ساعة و29 دقيقة | يقيم السير ستابس وزوجته في أراضيهما احتفالًا، وأريادني أوليفر ستنظِّم الحدث الأساسي في الاحتفال وهو مسابقة البحث عن المجرم. وقد رُتِّبت جميع التفاصيل، وقد أُعد المشهد للجريمة، ولكن أريادني أوليفر لم تكن مرتاحة فقد شعرت أن هناك أمر مريب ولكنها لم تعرف ما هو، فهرعَت متصلة بصديقها هيركيول بوارو طلبًا للمساعدة                   |
| 4          | 6 نوفمبر 2013  | أعمال هرقل       | ذات الشعر الذهبي             | هيركيول بوارو                                           | ساعة و29 دقيقة | سعيُ بوارو وراء لص(ة) يقوده إلى الثلوج في جبال الألب السويسرية، ما أدَّى إلى لقائه بالعديد من الأسرار ووجهٍ مألوف من الماضي |
| 5          | 13 نوفمبر 2013 | الستارة          | لا يوجد لها اسم آخر          | هيركيول بوارو، آرثر هستنغز، جورج                        | ساعة و29 دقيقة | وبعد مدة طويلة يعود الكابتن هستنغز إلى ستايلز بعد أن وصلته رسالة من صديقه المريض بوارو يدعوه لزيارته في عنوان كانا يلتقيان معًا فيه. فيعرض عليه بوارو مخاوفه من أشخاص يريدون قتله |

## روايات أو قصص لم تُنتَج
تم في هذه المسلسل إنتاج جميع قصص وروايات أجاثا كريستي الخاصة بهيركيول بوارو باستثناء:
1. القهوة السوداء (رواية)
2. إرث لمشرير (قصة قصيرة)
3. لغز مستندات السوق (قصة قصيرة)